# Festival Internacional de Cinema do Brasil

Ministro Neves da Fontoura, tendo ao lado Vinícius, anuncia preparativos para o Festival, em 1953.

O Festival Internacional de Cinema do Brasil foi um evento cinematográfico que ocorreu no ano de 1954, promovido para divulgar o país no exterior e, ainda, comemorar os quatrocentos anos da cidade de São Paulo.
Com participantes da comunidade cinematográfica mundial, participaram do festival 23 países, exibindo clássicos ainda inéditos no país com a compra de muitos filmes; o encontro ampliou a difusão da cultura do cinema no país.
Os brasileiros puderam entrar em contato com os integrantes da indústria deste tipo de entretenimento de vários países, trazendo maior conhecimento aos locais sobre os elementos próprios da sua linguagem, fruto do intercâmbio e troca de ideias.
O encontro brasileiro procurou se inspirar no belga Festival Mondial du Film et des Beaux- Arts Bruxelles 1947, onde além da exibição dos filmes e palestras, havia um caráter de formação e educacional.

## Preparatórios
Já em maio 1952, o Ministério da Educação, comandado pelo baiano Ernesto Simões Filho, e o do Exterior pelo gaúcho João Neves da Fontoura, anunciaram conjuntamente a formação de uma comissão preparatória para a realização do Festival Internacional de Cinema do Brasil a ocorrer em 1954, que até então se articulava não-oficialmente.
A portaria conjunta dos dois ministérios nomeou, assim, os seguintes membros encarregados de elaborar os estatutos e propor as medidas iniciais para sua concretização: ministro Mário Guimarães, chefe da Divisão Cultural do Ministério das Relações Exteriores; professores Pedro Gouveia Filho, diretor do Instituto Nacional de Cinema Educativo e Edgard Roquete Pinto, Srs. Guilherme de Almeida, Francisco Matarazzo Sobrinho, Herbert Moses, Francisco de Almeida Sales, Alfredo Pessoa, Roberto Meira, Jorge Guinle, Aluísio Regis Bittencourt, Vinícius de Morais e Edgard Sussekind de Mendonça.
Em 1 de janeiro do ano seguinte, o presidente Getúlio Vargas anunciou a dotação de dez milhões de cruzeiros para o I Festival de Cinema do Brasil, em mensagem enviada ao Congresso Nacional, capitalizando assim a comissão que vinha desde maio do ano anterior estruturando o evento; ficou definido ainda que o festival integraria os festejos comemorativos aos 400 anos de São Paulo, cujo estado contribuiria também com valor idêntico ao do governo federal.
Muitas articulações já haviam ocorrido nos Estados Unidos, por parte de Jorge Guinle e, na Europa, por Pedro Gouveia Filho - este último fora delegado oficial do país junto ao Festival de Veneza de 1952, e pelo cônsul Vinicius de Morais, que representou o Brasil nos Festivais de Cannes, Berlim, Locarno e Veneza.
Em abril de 1953 foi criada a comissão executiva permanente do certame e definidas as últimas providências da comissão preparatória: o festival ocorreria entre os dias 13 de fevereiro e 2 de março, dividido em duas partes: a primeira, em São Paulo, como parte do aniversário; a segunda, no Rio de Janeiro, então a capital do país, logo antes do carnaval carioca e, como novidade, não haveria premiação oficial aos filmes exibidos.
A comissão permanente foi constituída pelos ministros da Educação e das Relações Exteriores e pelos srs. Jorge Guinle, Joaquim Meneses (presidente da Associação Brasileira de Cronistas Cinematográficos), cônsul Vinícius de Morais, ministro Jaime Chermont e professor Gouveia Filho, presidente do Instituto Nacional de Cinema Educativo. Em setembro, o ministro das Relações Exteriores alterou a composição da comissão e indicou, como seus suplentes, o ministro Décio Honorato Moura e o sr. Miguel Franchini Neto; a nova comissão executiva ficou assim composta: ministro Décio Honorato de Moura, ministro Jayme Sloan Chermont, Pedro Gouveia Filho, presidente da Associação de Cronistas Cinematográficos; para representantes do estado de S. Paulo, os srs. Miguel Franchini Neto, Francisco Luís de Almeida Sales, Lucídio Ceravolo e José Gonçalves de Andrade Figueira; para suplentes da representação federal, os srs. Jorge Guinle, Aristides de Castro Casado, Osvaldo Penido e cônsul Vinícius de Morais, além dos seus suplentes.
No final do ano Jorge Guinle trouxe ao Brasil Robert J. Corkery, secretário-geral da Motion Picture Association of America, como enviado especial da indústria cinematográfica estadunidense, a fim de manter entendimentos e acertar a participação da delegação de seu país no festival que, em São Paulo, ocorreria entre 12 a 27 de fevereiro de 1954.
Uma das novidades anunciadas por Corkery foi a apresentação de duas tecnologias ainda desconhecidas no país: os filmes em cinemascope e wide screen; ele disse, em entrevista, que fora ampla a repercussão que o novo festival tivera em seu país, com repercussão também nas agências de turismo que estavam já se articulando para oferecer pacotes aos interessados, e ainda que integrariam a delegação dos Estados Unidos atores como Marlene Dietrich, Esther Williams, Greer Garson, Walter Pidgeon, Bob Hope e James Stewart, entre outros.
Dentre os filmes que participariam do festival, segundo Corkery, estariam Julius Caesar e How to Marry a Millionaire, e ainda que ele, junto a Jorge Guinle, estaria durante todo mês de dezembro em Hollywood a fim de concluir os convites e seleção dos participantes.

## O Primeiro Festival Internacional
Durante o Festival foram exibidos quase 300 filmes, que se distribuíram em várias mostras paralelas, acompanhando a mostra principal do evento, dentre as quais a II Mostra Retrospectiva do Cinema Brasileiro que, ao contrário da primeira, não apresentava produções recentes do país.
Durante sua realização foram publicados vários números do Boletim do Festival; o de número quatro, por exemplo, justificava a apresentação de produções nacionais na mostra paralela: “a subcomissão de seleção de filmes nacionais partiu do suposto de que o Brasil, experimentando em sua atual fase as suas melhores afirmações industriais, comerciais e artísticas no campo de cinema, não deveria de forma alguma ficar ausente deste festival”, e assim figuraram ali os filmes por "sua base de valores técnico-artísticos, como realização industrial", tais como Na Senda do Crime e Chamas no Cafezal; já para Os Gigantes de Pedra, o motivo dado fora "uma homenagem ao esforço da nossa produção independente e aos seus valores formais de linguagem cinematográfica” - mostrando assim que ainda era preciso explicar por que se exibiam filmes feitos no próprio país.
A despeito disto, o evento se prestou ao lançamento de produções nacionais, como o documentário de curta-metragem Metrópole de Anchieta, de autoria de Benedito Junqueira Duarte, que teve por consultor Sérgio Buarque de Holanda.

### Participação estadunidense
Os EUA viviam um clima de censura à indústria cinematográfica, pois o país vivia o auge do macartismo, que implicava na perseguição a todos os que aparentassem defender ideias comunistas; por este motivo Charles Chaplin havia retornado à Inglaterra e o ator Edward G. Robinson teve que responder que tudo era boato, quando lhe questionaram se era verdade que boicotaria o Festival de Cannes caso o ator de "Carlitos" lá comparecesse - e Fred MacMurray declarou que os extremos eram nocivos: tanto a falta de censura anterior quanto o excesso que se via ocorrendo em seu país.
Já Walter Pidgeon, ator canadense, defendeu o trabalho de Joseph McCarthy com veemência, já que ele era um homem firme em seus propósitos, honesto em seu trabalho investigativo e repetiu as palavras de J. Edgar Hoover, do FBI, para quem deveriam existir mais cinquenta McCarthys para acabar com  os "abusos da propaganda e infiltração comunistas".
Tony Curtis e Janet Leigh não puderam estar presentes; para seu lugar Jorge Guinle convidou  Barbara Rush e Jeffrey Hunter, então casados, e ela, apesar de uma carreira precoce no teatro, ainda era quase desconhecida do grande público. A imprensa elegeu os dois como o casal mais simpático do festival.

### Filmes apresentados no Festival
A delegação francesa apresentou os filmes O Salário do Medo, estrelado por Yves Montand; Les Belles de Nuit, L'Étrange Désir de monsieur Bard, Le Bon Dieu sans confession.
A Itália trouxe Altri tempi, o México com La Red; também a produção franco-italiana Les Sept Péchés capitaux (I sette peccati capitali); a Argentina veio com María Magdalena; a Áustria trouxe 1. April 2000 (Primeiro de Abril Ano 2000, em português) Wolfgang Liebeneiner; com filme do húngaro Ladislao Vajda, a Espanha veio com Ronda española; do Canadá veio o animador Norman McLaren. O Japão trouxe as estrelas Michiyo Aratama e Fabuki Koshidi.
O Brasil participou com Chamas no Cafezal de José Carlos Burle e O Gigante de Pedra, de Walter Hugo Khouri, e ainda apresentou Uma Pulga na Balança, entre outros.

## Acontecimentos paralelos

Ninón Sevilla teve joias roubadas.

A atriz "rumbeira" Ninón Sevilla teve uma fortuna avaliada em 8 milhões de Cruzeiros em joias roubada em seu quarto de hotel (por sua parte no evento o governo federal havia gasto 10 milhões). Hóspedes do hotel, empregados, funcionários da embaixada mexicana - todos foram investigados, sem sucesso; "Hay un rato en el hotel", declarou a atriz.
Errol Flynn teria ficado bêbado já no avião que o trouxe, a tal ponto que não conseguiu descer da aeronave, quando esta pousou; em São Paulo fora a uma boate e, ao perceber que estava sendo fotografado por um repórter tentou quebrar a câmera, dando início a uma briga que foi terminar na rua.

## O festival, na crônica de Oswald de Andrade
O escritor Oswald de Andrade escreveu duas crônicas para sua coluna "Telefonema", do jornal paulistano Correio da Manhã que, contudo, não chegou a publicar.
Na primeira, intitulada O Festival, fala do grande congestionamento vivido com a agitação provocada na capital paulista em razão do evento: "Em poucos anos a nossa capital tornou-se quase
intransitável. Agora então com o festival internacional de cinema é preciso metralhadora para abrir caminho nas ruas do centro paulista."
Oswald fala que a presença do cineasta Paulo Emílio Salles Gomes, há uma década morando em Paris, por si já contribuíra para o encontro "ser de primeira ordem", e ressalta a presença do alemão Erich von Stroheim.
Stroheim foi a figura central da segunda crônica Ainda o Festival; ali Oswald narra como foi emocionante a estreia da obra Marcha Nupcial do cineasta; mas indo além ele registra outros participantes: "Acham-se aqui, além dos Langlois, Painlevé, do cinema científico, Sonika Bô que divulga o cinema infantil em todos os bairros, Lindgren, diretor da Cineteca Britânica, André Bazin, Claude Mauriac, Michel Simon, Sophie des Marais e Denise Vernac. Entre os astros que nos visitam, estão Edward G. Robinson, Fred MacMurray, Errol Flynn, Joan Fontaine, Walter Pidgeon, Jeanette MacDonald e Ann Miller, sendo esperadas outras celebridades da tela", concluindo: "Assim, constituiu a reunião de São Paulo um alto cometimento no mundo do cinema"

## Impacto cultural
Representou um marco inaugural da cultura cinematográfica do Brasil, sendo um verdadeiro curso de história do cinema brasileiro e mundial, voltado para o grande público.
O festival inspirou ações posteriores, como a que levou Paulo Emílio a fazer com que todos os cineclubes espalhados pelo país recebessem filmes em 16 mm, promovendo uma democratização da cultura cinematográfica (coisas como filme, fotograma e cartazes próprios), levando a história do cinema a um público até então preso às salas comerciais de exibição.